# Kéty
Kéty là một thị trấn thuộc hạt Tolna, Hungary. Thị trấn này có diện tích 16,56 km², dân số năm 2010 là 690 người, mật độ 42 người/km².